# 1274 Delportia
1274 Delportia eller 1932 WC är en asteroid i huvudbältet som upptäcktes 28 november 1932 av den belgiske astronomen Eugène Joseph Delporte i Uccle. Den har fått sitt namn efter sin upptäckare.
Asteroiden har en diameter på ungefär 9 kilometer och den tillhör asteroidgruppen Flora.